# Yoktogram
Yoktogram är en SI-enhet som motsvarar 10−24 gram, alltså en kvadriljondels gram. SI-symbolen för yoktogram är yg.
Namnet kommer från SI-prefixet yokto, som är lika med en kvadriljondel.